# Eurycheilichthys
Eurycheilichthys es un género de peces de agua dulce de la familia Loricariidae en el orden Siluriformes. Sus 2 especies habitan en aguas cálidas del este de Sudamérica. La especie tipo es Eurycheilus pantherinus Reis & Schaefer, 1992 
(hoy Eurycheilichthys pantherinus).

## Distribución
Este género se encuentra en ríos subtropicales del este de América del Sur.
Hasta el año 2014 se creía que era un género exclusivo del sur del Brasil, ya que ambas especies solo habían sido colectadas en ese país, pero en dicho año fue descubierto que una de sus especies (Eurycheilichthys pantherinus) también habita en la Argentina, en la provincia de Misiones, situada en la parte norte de la mesopotamia, en el nordeste de ese país. Fue encontrada en el arroyo Garibaldi, en la cuenca superior del arroyo Yabotí Guazú, afluente del río Uruguay (parte de la cuenca del Plata). La desembocadura del Yabotí Guazú se encuentra justo por debajo de los saltos del Moconá, límite entre las ecorregiones de agua dulce Uruguay inferior y Uruguay superior.
La restante especie (Eurycheilichthys limulus) es endémica de la ecorregión de agua dulce laguna dos Patos, ya que habita en el río Yacuí, a partir del cual se forma el lago Guaíba, el cual vuelca sus aguas en la laguna de los Patos y mediante esta llegan al océano Atlántico.

## Características generales
El tamaño de los ejemplares adultos de las dos especies que lo componen va desde los 42 hasta los 48 mm. Ambas son similares y carecen de aleta adiposa. 

## Taxonomía
Historia taxonómica
En el año 1992 los ictiólogos Roberto Esser dos Reis y Scott A. Schaefer describieron la especie Eurycheilus pantherinus. Sus autores la situaron en un género propio: Eurycheilus, sin embargo, ese nombre estaba preocupado por un género de cefalópodos fósiles, por lo que en el año 1993 fue reemplazado por Eurycheilichthys. Hasta el año 1998 este fue un género monotípico; en ese año los mismos autores del género y especie tipo describieron una segunda especie: Eurycheilichthys limulus.
Etimología
Etimológicamente el nombre genérico Eurycheilichthys se construye con palabras en idioma griego, en donde: eurys significa 'largo', cheilos se traduce como 'labio' e ichthys es 'pez'.
Especies
Este género se subdivide en solo 2 especies:
- Eurycheilichthys limulus Reis & Schaefer, 1998
- Eurycheilichthys pantherinus (Reis & Schaefer, 1992)